# 新堀町 (前橋市)
新堀町（にいぼりまち）は、群馬県前橋市の地名。郵便番号は379-2143。2013年現在の面積は0.97km2。

## 地理
前橋市の南部、利根川の左岸に位置する。北側にはパワーモール前橋みなみがあり、パワーモール前橋みなみの大部分が当町である。

### 河川
- 利根川

## 歴史
江戸時代頃からある地名であり、前橋藩領だった。寛文8年に今宿村、善光寺村、下阿内村を分村した

### 年表
- 1889年4月1日 町村制施行により、新堀村は鶴光路村、亀里村、三公田村、横手村、下阿内村、力丸村、徳丸村、房丸村と合併し東群馬郡下川淵村が成立する。
- 1896年4月1日 郡統合（東群馬郡と南勢多郡の統合）により勢多郡に所属する。
- 1954年4月1日 周辺1町5村（元総社村、上川淵村、芳賀村、桂萱村、群馬郡東村、総社町）とともに下川淵村は前橋市へ編入する。そのため前橋市新堀町となる。
- 1980年 一部が下川町38～67番地になる。

## 世帯数と人口
2017年（平成29年）8月31日現在の世帯数と人口は以下の通りである。
| 丁目   | 世帯数  | 人口    |
| ------ | ------- | ------- |
| 新堀町 | 587世帯 | 1,878人 |

## 小・中学校の学区
市立小・中学校に通う場合、学区は以下の通りとなる。
| 番地 | 小学校               | 中学校             |
| ---- | -------------------- | ------------------ |
| 全域 | 前橋市立下川淵小学校 | 前橋市立第七中学校 |

## 交通

### 鉄道
鉄道駅はない。

### 道路
国道は通っておらず、県道は群馬県道11号前橋玉村線が通っている。

## 施設
- パワーモール前橋みなみ
  - コストコ前橋倉庫店
  - カインズ 前橋みなみモール店
  - ベイシア スーパーセンター前橋みなみモール店
  - ベイシア電器 前橋みなみモール店
  - ベイシアワールドスポーツ 前橋みなみモール店
  - オートアールズ 前橋みなみモール店
  - PC DEPOT 前橋南インター店
  - 蔦屋書店 前橋みなみモール店
  - ABC-MART 前橋みなみモール店
  - The Gap Generation 前橋南モール店
  - 東京インテリア家具 前橋南本店
  - AOKI 前橋みなみモール店
  - GU パワーモール前橋みなみモール店
  - JINSパワーモール前橋みなみ店
- 新堀神社